# Detlef Schmid
Detlef Schmid (* 15. Mai 1934 in Worms; † 27. September 2018) war Professor für Informatik an der Universität Karlsruhe (TH), dem heutigen Karlsruher Institut für Technologie, und 1985 einer der Mitgründer des FZI Forschungszentrum Informatik. Seit 2002 war er emeritiert.
Als Gründungsdekan der am 1. Oktober 1972 gegründeten Fakultät für Informatik an der Universität Karlsruhe war Schmid ein Wegbereiter der Informatikausbildung in Deutschland. Schmids Forschungsgebiet war die Technische Informatik, dort speziell die Automatisierung des Entwurfs von Integrierten Schaltkreisen.

## Leben
Detlef Schmids Familie zog 1943 nach Bad Klosterlausnitz in Thüringen. Zwischen 1949 und 1952 absolvierte er eine Lehre als Uhrmacher im benachbarten Hermsdorf. Für seine Gesellenprüfung fertigte er eine Beobachtungsuhr als Gesellenstück. Bis 1955 arbeitete er als Uhrmacher, aber sein Interesse für das Uhrmacherhandwerk begleitete ihn sein Leben lang.
Schmid studierte Elektrotechnik, zuerst mit dem Schwerpunkt Starkstromtechnik von 1955 bis 1958 an der Universität Mannheim, dann mit dem Schwerpunkt Nachrichtentechnik an der Universität Karlsruhe (1958–1963). Zwischen 1963 und 1970 war er Wissenschaftlicher Assistent bei Karl Steinbuch am Institut für Nachrichtenverarbeitung und -übertragung der Fakultät für Elektrotechnik und Informationstechnik an der Universität Karlsruhe. Daraus resultierte seine Dissertation Matrixförmige Klassifikatoren. Theorie, technischer Aufbau, Einsatz in Digitalrechnern, mit der er 1968 als Dr.-Ing. promovierte.
Nach einem Forschungsaufenthalt 1968 bei IBM in den USA erfolgte 1972 die Berufung zum Professor an der Universität Karlsruhe. Schmid wurde direkt Dekan der neu gegründeten Fakultät für Informatik, ein Amt, das er von 1997 bis zu seiner Emeritierung 2002 noch einmal übernahm. Fast 30 Jahre von 1973 bis 2002 leitete er das Institut für Rechnerentwurf und Fehlertoleranz zusammen mit Winfried Görke. 15 seiner ca. 50 Doktoranden aus dieser Zeit sind selber zu Professoren berufen worden.
Detlef Schmid war 1973 Initiator des Fakultätentages Informatik, dessen Vorsitz er auch bis 1978 innehatte. Im gleichen Jahr veröffentlichte er zusammen mit Detlef Senger und seinem ersten Doktoranden Hans Wojtkowiak das Buch Technische Informatik.
1984 war er zusammen mit unter anderem Peter Lockemann und Gerhard Goos beim Aufbau des FZI Forschungszentrums Informatik in Karlsruhe beteiligt, das zum 1. Januar 1985 offiziell gegründet wurde. Bis 1996 war er dort Direktor des Bereichs „Automatisierung des Schaltkreisentwurfs“.
Für Schmid waren Soft-Skills sehr wichtig. Daher wurde er 1987 Gründungsmitglied des Instituts für Angewandte Kulturwissenschaften an der Universität Karlsruhe, dessen Geschäftsführender Direktor er von 1991 bis 1994 war.
Den Aufbau des Sonderforschungsbereichs „Automatisierter Systementwurf – Synthese, Test, Verifikation, dedizierte Anwendungen“ der Hochschulen Dresden und Ilmenau zusammen mit Karlsruhe und Tübingen unterstützte Schmid von 1991 an. Dabei handelte es sich um den ersten Sonderforschungsbereich in den neuen Bundesländern. Von 1992 bis 1998 leitete er das Teilprojekt „Formale Entwurfs- und Verifikationsverfahren“. Im Zeitraum von 1992 bis 2000 war Schmid Fachgutachter für Technische Informatik der DFG. Als Mitglied des Senats der Deutschen Forschungsgemeinschaft war Schmid zwischen 1999 und 2005 unter anderem an der Vorbereitung der Exzellenzinitiative beteiligt.
Am 27. September 2018 verstarb Schmid im Alter von 84 Jahren.

## Ehrungen
Das Edacentrum würdigte 2004 mit der EDA-Medaille Schmids Lebenswerk auf dem Gebiet der Electronic Design Automation (EDA). Im Jahr 2009 wurde Schmid das Verdienstkreuz am Bande des Verdienstordens der Bundesrepublik Deutschland durch den baden-württembergischen Minister für Wissenschaft, Forschung und Kunst Peter Frankenberg überreicht. Am 23. Juni 2011 erhielt Schmid die Ehrendoktorwürde der Technischen Universität Clausthal für seine Verdienste um die Technische Informatik.

## Schriften
Für eine Übersicht siehe seine Publikationsliste und das DBLP.
- Matrixförmige Klassifikatoren. Theorie, technischer Aufbau, Einsatz in Digitalrechnern. Universität Karlsruhe, 1968, DNB 481578102 (Dissertation).
- Detlef Schmid, Detlef Senger, Hans Wojtkowiak: Technische Informatik. Teil 1: Grundprinzipien des Entwurfs und der Organisation digitaler Rechenanlagen. Oldenbourg, München/Wien 1973, DNB 730328198.